# Petter Villegas
Petter Enrique Villegas España (ur. 15 listopada 1975 w Esmeraldas) – portorykański piłkarz pochodzenia ekwadorskiego występujący na pozycji pomocnika. Zawodnik klubu Puerto Rico Islanders.

## Kariera klubowa
Villegas karierę rozpoczął w 1995 roku w zespole Kean Cougars z amerykańskiej uczelni Kean University. W 1996 roku podpisał kontrakt z MetroStars z nowo powstałej ligi MLS. W 1997 roku odszedł do New Jersey Stallions z Pro Soccer League (trzeci poziom rozgrywek). W 1999 roku wrócił do MetroStars. W trakcie sezonu 2002 przeniósł się do innego zespołu MLS, DC United. Zadebiutował tam 12 maja 2002 roku w zremisowanym 1:1 pojedynku z Columbus Crew. W DC United grał do końca sezonu 2002.
W 2003 roku Villegas przeszedł do ekwadorskiego Aucas. Był stamtąd wypożyczany do Barcelona SC, Manta FC oraz Deportivo Cuenca. W 2005 roku podpisał kontrakt z portorykańskim Puerto Rico Islanders z amerykańskiej ligi USL First Division. W 2008 roku wywalczył z nim wicemistrzostwo tych rozgrywek, a w 2009 roku wystąpił w finale CFU Club Championship, przegranego jednak przez Puerto Rico.
W 2010 roku odszedł do River Plate Ponce. W 2011 roku klub zmienił nazwę na River Plate Puerto Rico i rozpoczął starty w USL Pro, stanowiącego trzeci poziom rozgrywek. W trakcie sezonu 2011 Villegas wrócił do Puerto Rico Islanders, występującego w NASL.

## Kariera reprezentacyjna
W reprezentacji Portoryka Villegas zadebiutował 27 marca 2008 roku w wygranym 1:0 meczu eliminacji Mistrzostw Świata 2010 z Dominikaną, w którym strzelił także gola.